# ورزشگاه وانکدورف
ورزشگاه وانکدورف (آلمانی: Wankdorfstadion) یک ورزشگاه فوتبال در برن، سوئیس است.
این ورزشگاه که در سال ۱۹۲۵ تأسیس شده دارای ۲۲٬۰۰۰ نفر ظرفیت بوده و در سال ۲۰۰۱ تخریب شده است، وانکدورف یکی از ورزشگاه‌های جام جهانی فوتبال ۱۹۵۴ بوده و فینال است.

## میزبانی‌ها
- فینال جام جهانی فوتبال ۱۹۵۴
- فینال جام باشگاه‌های اروپا ۱۹۶۱
- فینال جام در جام اروپا ۱۹۸۹